# اوگوچی اوپارا
اوگوچی اوپارا (انگلیسی: Ugochi Opara؛ زادهٔ ۲۷ مهٔ ۱۹۷۶) بازیکن فوتبال اهل نیجریه است.
وی همچنین در تیم ملی فوتبال زنان نیجریه بازی کرده‌است.